# Thomas Nipperdey
Thomas Nipperdey, né le 27 octobre 1927 à Cologne et mort le 14 juin 1992 à Munich, est un historien allemand.
Son ouvrage en trois volumes Deutsche Geschichte 1800–1918 est un ouvrage de référence.

## Biographie
Son père Hans Carl Nipperdey (de) était le président du Tribunal fédéral du droit du travail. Sa sœur Dorothee Sölle est théologienne. Sa veuve, Vigdis Nipperdey (de), siégeait de 2001 à 2006 au conseil d'administration de l'université technique de Munich.
Thomas Nipperdey obtient son Abitur (baccalauréat allemand) en 1946 au (Gymnasium Kreuzgasse). Il effectue ses études d'histoire et de philosophie aux universités de Cologne, de Göttingen et de Cambridge. Il obtient  son doctorat en 1953 avec une thèse portant sur le christianisme et la positivité dans les écrits de jeunesse de Hegel. Un an plus tard il passe ses examens d'État, donnant accès à l'enseignement. Il décroche une bourse de la commission pour l'Histoire du parlement et des partis politiques, tout en étant assistant en Histoire à l'Institut Max-Planck de Göttingen, où il obtient en 1961 son habilitation pour son travail sur l'organisation des partis politiques allemands avant 1918.
En 1962 il obtient la chaire d'histoire moderne de l'université de Gießen. En 1963, il rejoint l'Institut de technologie de Karlsruhe tout en étant chargé de cours à l'Université de Heidelberg. En 1967, il change d'université pour rejoindre l'Université libre de Berlin, avant d'arriver en 1971 à l'Université Louis-et-Maximilien de Munich. Alors qu'il est à l'Université Louis-et-Maximilien de Munich, il devient professeur invité à l'Université d'Oxford, à Stanford et à Princeton.
Pour ses travaux et publications, il reçoit en 1984 le prix d'histoire de la ville de Münster et, en 1989, la croix d'officier de  l'Ordre du Mérite de la République fédérale d'Allemagne; puis, en 1992, l'Ordre bavarois du Mérite et, la même année, le prix d'histoire allemand.
Malgré son orientation plutôt conservatrice, il était membre du Parti social-démocrate d'Allemagne.
Nipperdey met généralement l'accent sur les grandes forces sociales et le rôle de l'individu dans l'histoire. Parfois, il dresse un portrait psychologique précis d'une grande personnalité, comme l'empereur Guillaume II.
Nipperdey le décrit comme: "doué, vif, parfois brillant, aimant la modernité - la technique, l'industrie, la science - mais en même temps superficiel, pressé, agité, incapable de se détendre, sans sérieux profond, sans goût du travail et sans envie d'aller jusqu'au bout, sans sens de la sobriété, de l'équilibre et des limites, voire de la réalité et des vrais problèmes, incontrôlable et difficilement capable de tirer les leçons de l'expérience ». Désespéré par la gloire et le succès - Bismarck a dit très tôt qu'il voulait avoir un anniversaire chaque jour - romantique, sentimental et théâtral, peu sûr de lui et arrogant, avec une confiance en soi et une soif de reconnaissance démesurées, un jeune cadet qui n'oubliait jamais le ton du mess des officiers et voulait effrontément jouer le rôle de chef de guerre suprême, plein de la peur panique d'une vie monotone sans variété et pourtant sans but, pathologique dans sa haine de sa mère anglaise."

## Œuvres
- (de) Positivität und Christentum in Hegels Jugendschriften, Cologne, 1953, thèse
- (de) Die Organisation der deutschen Parteien vor 1918, Dusseldorf, 1961, habilitation
- (de) Reformation, Revolution, Utopie : Studien zum 16. Jahrhundert, Gœttingue, 1975
- (de) Gesellschaft, Kultur, Theorie. Gesammelte Aufsätze zur neueren Geschichte, Gœttingue, 1976
- (de) Nachdenken über die deutsche Geschichte, Munich, 1986
- (de) Deutsche Geschichte 1800–1918, Munich, 1998:
  - (de) Deutsche Geschichte 1800–1866 : Bürgerwelt und starker Staat, Munich, C.H. Beck, 1983, 838 p. (ISBN 3-406-09354-X, lire en ligne)
  - (de) Deutsche Geschichte 1866–1918, vol. 1 : Arbeitswelt und Bürgergeist, Munich, C.H. Beck, 1990, 885 p. (ISBN 3-406-34453-4, lire en ligne)
  - (de) Deutsche Geschichte 1866–1918, vol. 2 : Machtstaat vor der Demokratie, Munich, C.H. Beck, 1990, 948 p. (ISBN 3-406-34801-7, lire en ligne)
- (de) Wie das Bürgertum die Moderne fand, Stuttgart, 1998

## Traduction française
- Réflexions sur l'histoire allemande, Paris, Gallimard, Bibliothèque des Histoires, 1992[2].